# ناثانيل هيريك غريفين
ناثانيل هيريك غريفين (بالإنجليزية: Nathaniel Herrick Griffin)‏ هو أمين مكتبة وقسيس أمريكي، ولد في 28 ديسمبر 1814 في ساوثهامبتون ‏ في الولايات المتحدة، وتوفي في 16 أكتوبر 1876 في ويليامزتاون في الولايات المتحدة.